# Военно-воздушные силы Эстонии
Военно-воздушные силы Эстонии (эст. Eesti Õhuvägi) — один из трёх видов Вооружённых сил Эстонии.

## История
В ноябре 1918 г. в составе инженерных войск была сформирована лётная полурота, в декабре преобразованная в роту, а в марте 1919 г. — в «авиационный отряд». Парк авиации состоял из самолётов, оставшихся от Императорской армии, Северо-Западной белой армии Юденича, предоставленных Финляндией и Великобританией, а также захваченных трофеями. К концу 1919 г. ВВС Эстонии насчитывали 40 самолётов.
1 сентября 1919 была основана Лётная школа.
В 1921 г. военно-воздушные силы, ставшие отдельным родом войск, сформировали авиационный полк, базировавшийся в Таллинне и подчинявшийся, при этом, Штабу внутренних войск. Следующее расширение эстонских военно-воздушных сил пришлось на 1930 год. Таллиннский авиаполк был развёрнут в три отдельных дивизиона. Также, было сформировано Управление ПВО, которому подчинялись Авиация и Артиллерийская группа ПВО (сформированная в ходе тех же преобразований 1930 года).
С 1930 по 1932 годы были приобретены новые самолёты.
В 1932 году был создан Отряд морской авиации, расформированный в 1939 году.
Следующее переформирование Вооружённых сил (и авиации, в том числе) Штабом Сил обороны Эстонии планировалось на 1940 год, но до авиации очередь не дошла, в связи с вступлением Эстонии в СССР и включением Эстонских Вооружённых сил в состав Красной армии под названием 22-й территориальный стрелковый корпус. В этот момент ВВС Эстонской республики насчитывали 42 самолёта (40+2). ВВС Эстонии частично вошли в РККА под названием 22-й корпусной авиаотряд (корпусная эскадрилья).

## Организация
Организационно ВВС Эстонии состоят из:
- Штаб ВВС (эст. Õhuväe Staap)[4]
- Авиабаза (эст. Lennubaas)[5]
- Дивизион воздушного наблюдения (эст. Õhuseiredivisjon)[6]

Численный состав на 2016 год: 250 человек. Налет: 120 часов/год 

## Пункты базирования
- Авиабаза Эмари
- Таллинский аэропорт

## Боевой состав
| Обозначение формирования или части     | Вооружение и оснащение       | Место расположения |
| -------------------------------------- | ---------------------------- | ------------------ |
| Штаб ВВС Эстонии                       |                              | Таллин             |
| Авиабаза ВВС Эстонии                   | Aero L-39C Albatros, PZL M28 | Эмари              |
| Дивизион воздушного наблюдения Эстонии |                              | Эмари              |

## Техника и вооружение
| Изображение            | Тип                    | Производство           | Назначение                  | Количество             | Примечания                                         |
| Тренировочные самолёты | Тренировочные самолёты | Тренировочные самолёты | Тренировочные самолёты      | Тренировочные самолёты | Тренировочные самолёты                             |
| ---------------------- | ---------------------- | ---------------------- | --------------------------- | ---------------------- | -------------------------------------------------- |
|                        | L-39C Albatros         | Чехия                  | Тренировочный               | 2                      | Оба самолёта в лизинге у компании Skyline Aviation |
| Транспортные самолёты  |                        |                        |                             |                        |                                                    |
|                        | PZL M28                | Польша                 | Транспортный                | 2                      | оба переданы из США                                |
| Вертолеты              |                        |                        |                             |                        |                                                    |
|                        | R-44 Raven II          | США                    | лёгкий многоцелевойвертолёт | 2                      |                                                    |

## Опознавательные знаки

Опознавательный знак ВВС Эстонии
Знак на киль

## Знаки различия

### Генералы и офицеры
| Категории               | Генералы          | Генералы          | Генералы      | Генералы          | Старшие офицеры | Старшие офицеры | Старшие офицеры | Младшие офицеры | Младшие офицеры   | Младшие офицеры   | Младшие офицеры   |
| ----------------------- | ----------------- | ----------------- | ------------- | ----------------- | --------------- | --------------- | --------------- | --------------- | ----------------- | ----------------- | ----------------- |
|                         |                   |                   |               |                   |                 |                 |                 |                 |                   |                   |                   |
| Эстонское звание        | Kindral           | Kindralleitnant   | Kindralmajor  | Brigaadikindral   | Kolonel         | Kolonelleitnant | Major           | Kapten          | Leitnant          | Nooremleitnant    | Lipnik            |
| Перевод                 | Генерал           | Генерал-лейтенант | Генерал-майор | Бригадный генерал | Полковник       | Подполковник    | Майор           | Капитан         | Лейтенант         | Младший лейтенант | Прапорщик         |
| Российское соответствие | Генерал-полковник | Генерал-лейтенант | Генерал-майор | Бригадный генерал | Полковник       | Подполковник    | Майор           | Капитан         | Старший лейтенант | Лейтенант         | Младший лейтенант |

### Унтер-офицерыи солдаты
| Категории               | Старшины            | Старшины          | Старшины            | Старшины    | Старшины            | Сержанты        | Сержанты | Сержанты        | Солдаты  | Солдаты |
| ----------------------- | ------------------- | ----------------- | ------------------- | ----------- | ------------------- | --------------- | -------- | --------------- | -------- | ------- |
|                         |                     |                   |                     |             |                     |                 |          |                 |          |         |
| Эстонское звание        | Ülemveebel          | Staabiveebel      | Vanemveebel         | Veebel      | Nooremveebel        | Vanemseersant   | Seersant | Nooremseersant  | Kapral   | Reamees |
| Перевод                 | Главный фельдфебель | Штабс-фельдфебель | Старший фельдфебель | Фельдфебель | Младший фельдфебель | Старший сержант | Сержант  | Младший сержант | Капрал   | Рядовой |
| Российское соответствие | Старший прапорщик   | Прапорщик         | Старшина            | нет         | нет                 | Старший сержант | Сержант  | Младший сержант | Ефрейтор | Рядовой |

### Знаки на головные уборы

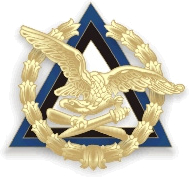
Знак на фуражку
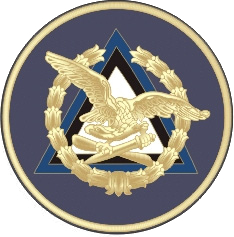
Вышитый вариант
Кокарда на полевую шапку
Металлический вариант

## Галерея

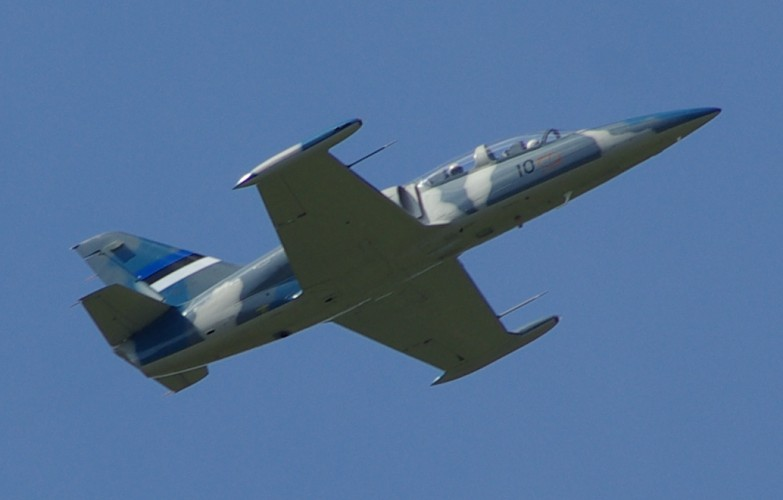
Aero L-39C Albatros
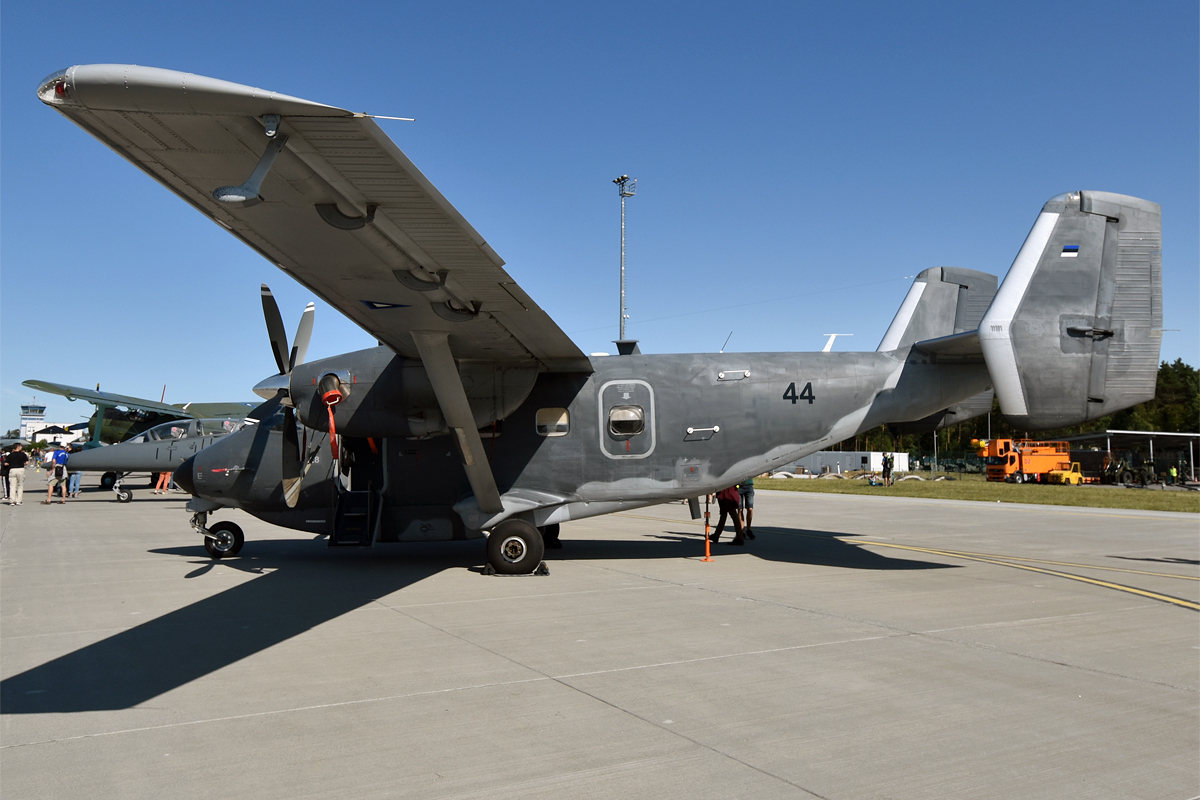
PZL M28